# Thomas Öberg

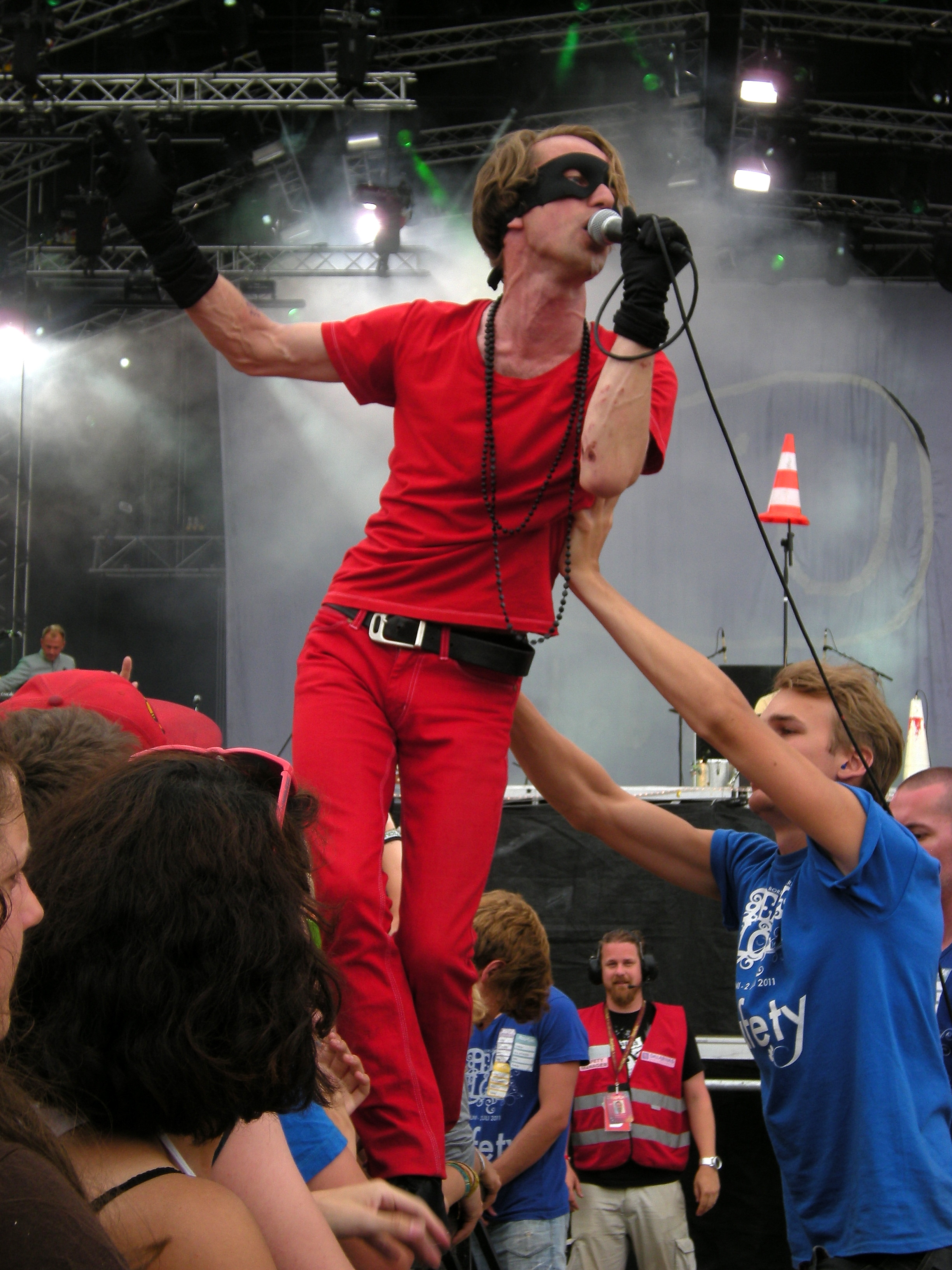
På Peace & Love i Borlänge 2011

Rolf Thomas Öberg, född 15 mars 1967 i Helsingborg, är en svensk musiker främst känd som sångare i bandet bob hund.
Efter sin uppväxt i skånska Helsingborg flyttade Öberg 1987 till Stockholm och bildade fyra år senare tillsammans med Jonas Jonasson och Mats Hellquist bandet bob hund. Sedan 2005 är han återigen bosatt i Skåne. Karakteristiskt är hans skånska dialekt, excentriska klädsel och energiska stil på scenen. Öberg har vunnit en Grammis för "Årets textförfattare" 1996 och "Årets rock-grupp" med bob hund 1995 samt blivit utsedd till Sveriges bästa sångare 2000[källa behövs]. Han har varit sommarvärd i Sveriges Radio P1 två gånger, 1998 och 2001. Han har spelat på stora festivaler såsom Hultsfredsfestivalen och Roskildefestivalen, och även i andra länder, bland annat Norge, Polen och England.
Kända bob hund-låtar skrivna av Öberg är Skall du hänga med? Nä!! (som kom etta på Norges singellista), Jag rear ut min själ, Tralala lilla molntuss, kom hit skall du få en puss, Helgen v. 48, Nu är det väl revolution på gång? och Dansa efter min pipa. Låten "Fem meter upp i luften" spelar han bara när hans mor är med på grund av en olycka på scen 1992, som slutade med en remiss till psyket med journalanteckningen "Patienten hoppade fem meter upp i luften utan droger"[källa behövs].
Utöver bob hund har Öberg även gjort musik med grupperna Oven and Stove, Sci-Fi SKANE, Bergman Rock, Instant Life, 27#11 och Medborgarbandet.
Öberg har också producerat Robert Johnson and Punchdrunks och The Hives.
År 2025 tilldelades han Hassepriset som årligen delas ut Helsingborgs Dagblad till en person som verkar i Hans Alfredsons humanistiska anda.

## Filmmusik
- 1997 – Frihetens fantomer
- 2008 – Speedway
- 2008 – Sten för sten
- 2010 – Den nya tiden